# Baltag

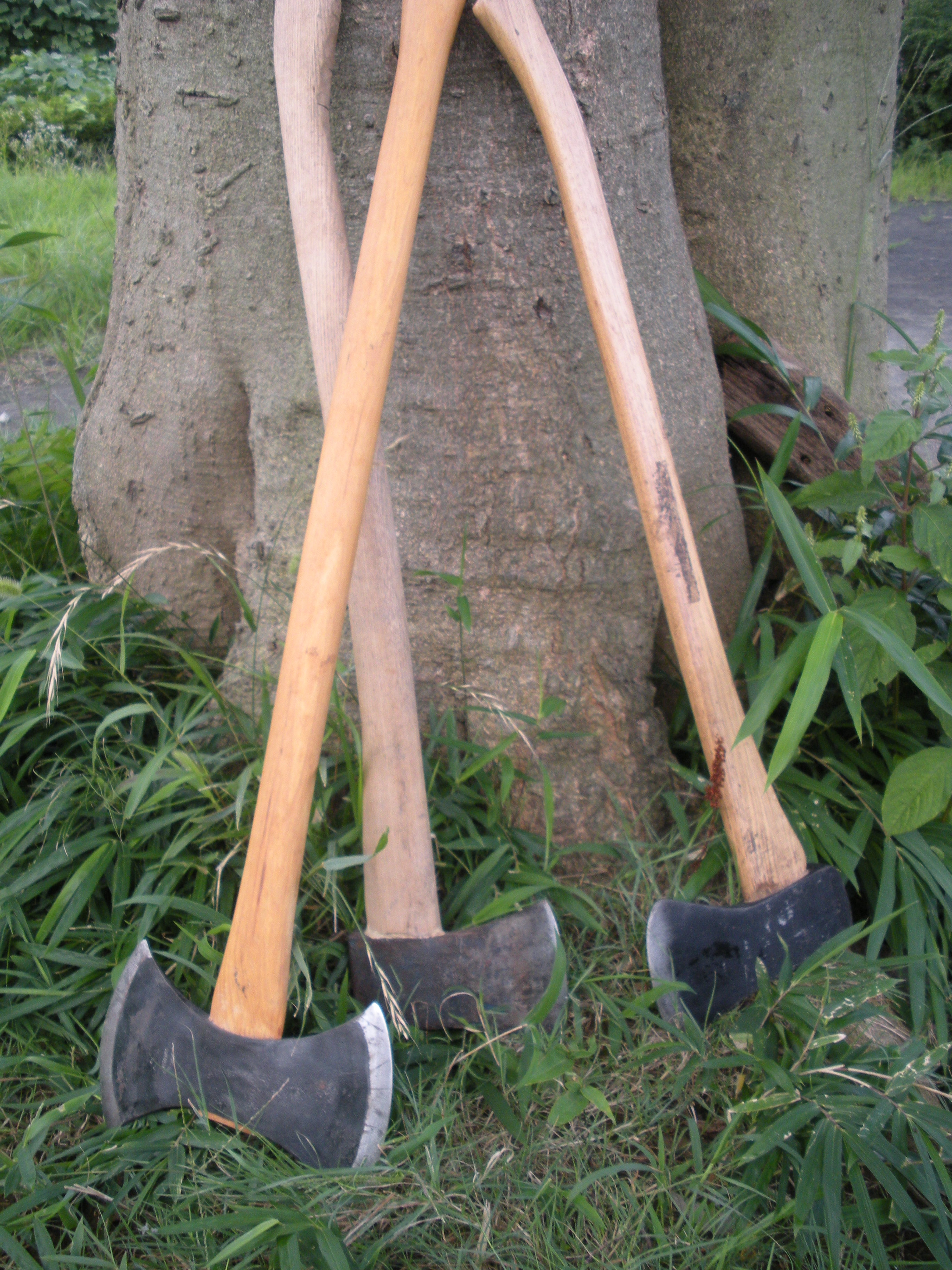

Baltagul (plural: baltage) este o unealtă asemănătoare unui topor mic, uneori cu două tăișuri, cu coadă lungă din lemn. A fost întrebuințat ca armă în evul mediu, mai ales în Moldova.